# Rock Island (album)
| Recensione       | Giudizio |
| ---------------- | -------- |
| AllMusic         |          |
| Progarchives     |          |
| George Starostin | [ 2 ]    |

(da "Rock Island")
Rock Island è un album della band progressive rock inglese Jethro Tull, pubblicato nel 1989.

## Il Disco
Rock Island è l'album che viene immediatamente dopo i successi di Crest of a Knave e dell'antologia 20 Years of Jethro Tull. 
Tra i brani si ricordano Kissing Willie, da cui venne tratto un videoclip, Heavy Water e Another Christmas Song, che venne anche pubblicato come singolo.
Come in Crest of a Knave è molto forte l'utilizzo della chitarra elettrica. Si registra inoltre il ritorno del tastierista Peter-John Vettese in alcune tracce anche se il tastierista ufficiale è Martin Allcock.

## Tracce
Tutte le canzoni sono state scritte da Ian Anderson.
1. Kissing Willie – 3:32
2. The Rattlesnake Trail – 3:59
3. Ears of Tin – 4:53
4. Undressed to Kill – 5:24
5. Rock Island – 6:52
6. Heavy Water – 4:12
7. Another Christmas Song – 3:30
8. The Whaler's Dues – 7:53
9. Big Riff and Mando – 5:57
10. Strange Avenues – 4:09
  - Bonus track nella versione rimasterizzata del 2006 tratte dal live a Zurigo del 13 ottobre 1989
11. Christmas song (Live) - 3:06
12. Cheap day return/Mother goose (Live) - 3:09
13. Locomotive breath (Live) - 3:38

## Formazione
- Ian Anderson - voce, flauti, chitarra acustica, tastiere, Synclavier, mandolino, batteria (tracce 2 e 7)
- Martin Barre - chitarra elettrica
- Dave Pegg - basso, mandolino
- Doane Perry - batteria
- Peter-John Vettese - tastiere
- Martin Allcock - tastiere